# Mandingues
 (juin 2025).
 (juin 2025).
Si vous disposez d'ouvrages ou d'articles de référence ou si vous connaissez des sites web de qualité traitant du thème abordé ici, merci de compléter l'article en donnant les références utiles à sa vérifiabilité et en les liant à la section « Notes et références ».
Les Mandingues sont un groupe ethnique d'Afrique de l'ouest. Les divisions des grandes ethnies Mandé ont été indiquées pour la première fois d'une façon précise par Louis-Gustave Binger. On les divise en deux embranchements :
- les So : Soninké, Sarakolé, Soussou, Dialonké, Dioula, Vaï ;
- les Ma : Malinké, Minianka, Bambara, Toma, Kissiens, Ouassoulounké.

## Les So
Les grandes familles du groupe ethnique des Mandingues groupées sous le nom de « So » l'ont été sous celui de « Ndé » par Louis-Gustave Binge. Il y a en effet une parenté évidente entre ces diverses fractions, tant au point de vue ethnographique que linguistique. Ethnologiquement et linguistiquement, les Soninké représentent l'archétype dans ce groupe. Les autres familles, plus métissées, forment la transition avec les ethnies du groupe de Ma.
Ce sont probablement « les hommes du cheval », ceux qui introduisirent en Afrique Occidentale ce quadrupède qui est, dans tous les pays noirs, un privilège de la noblesse, des chevaliers.
Ce qui rend plausible cette origine, c'est que dans beaucoup de dialectes de l'Afrique Occidentale ce mot, ou tout au moins son radical, désigne également le cheval : « So » en soso et bambara, « Sou » en malinké, « Souo » en khassonké, « si » en soninke, « is » et « itchou » en zénaga, « poutchiou » en peul, « Fas » en wolof, « pis » en sérère, « Ansouï » » en baga, « Sara » en kaansa, « Sourou » en samo, « Souo » pour les Bobo-Dioula…

### Les Soninké ou Sarakholé
Ils se trouvent tous dans les territoires de Sénégambie. Cependant il y a quelques confédérations dans le N'Gabou (Guinée Bissau), et le long de la frontière nord de la Guinée.
« Soni » veut dire en Soninké « Lamentin ». La signification de Soninké est donc « homme du lamentin » comme Malarha, nom sous lequel les Dioula désignent les Soninké. On a voulu aussi faire venir ce mot de « Soni », le grand conquérant Songhay et de sa dynastie, à laquelle se sont alliés les Sarakholé.
Les autres noms que l'on donne parfois aux Soninké sont ceux de « Wagobé » (ainsi nommés par les Foula à Zinder, et parlant Songhay), les « Sillabé » (nom d'une de leur famille, aux environs Songhay), les « Samokho » ou « Samorho » du côté de Sikasso, ce nom signifiant homme du serpent, et rappelant une de leurs légendes bien connue. On trouve une de leurs colonies à Tischitt (Sahara Occidental), parlant le dialecte Shétou ; on les voit établis sous le nom de « Nyaré » aux environs de Bamako où ils sont métissés de Maures. Enfin les Bamana et les Dioula les appellent souvent « Markanké » ou « Marka », et dans le Gangaran ils reçoivent le nom de « Gangari »…
En Guinée, les Soninkés ne sont représentés que par des groupes peu importants, disséminés dans tout le pays. Leurs villages principaux sont : Manda, Konkoron, Badougoula, dans Labé ; Kindia dans le Canéa ; et des agglomérations parfois importantes dans toute la Haute-Guinée (Oulada, Bouré, Bâté, etc.).
Ils sont divisés :
| Par M. Binger | Par M. Binger  | Par M. Le Châtelier.                                           |
| ------------- | -------------- | -------------------------------------------------------------- |
| En Bakiri     | En Bakiri      | En Sakho apparentés aux Bamana ou plutôt aux Malinké           |
| En Cissé      | En Cissé       | En Dabo issus des Kogorta                                      |
| En Sillé      | En Sillé       | En Kalé issus des Bamana                                       |
| En Diabi      | En Diabi       | En Ouattara parents des Silla et des Diawara                   |
| En Doukouré   | En Doukouré    | En Fofana apparentés primitivement aux Kogorta                 |
| En Kaba       | En Kaba        | En Tabouré                                                     |
| En Sakho      | En Sakho       | En Touré                                                       |
| En Niakhaté   | En Niakhaté    | En Diawara apparentés aux Dénianké, aux Dioula et aux Bamana ; |
| En Diawara    | Diawara Sagoné | En Koma                                                        |
| En Diawara    | Diawara Dabo   | En Diane                                                       |
| En Sérifou    | En Sérifou     | En Silla (sous-famille Gallo)                                  |
| En Sérifou    | En Sérifou     | En Cissé                                                       |
| En Sérifou    | En Sérifou     | En Kaïra                                                       |
| En Sérifou    | En Sérifou     | En Doukouré                                                    |
| En Sérifou    | En Sérifou     | En Gassama/Gassama-Diabi                                       |
| En Sérifou    | En Sérifou     | En Diakhaba                                                    |
| En Sérifou    | En Sérifou     | En Fissourou                                                   |
| En Sérifou    | En Sérifou     | En Fadiga                                                      |
| En Sérifou    | En Sérifou     | En Dafé                                                        |
| En Sérifou    | En Sérifou     | En Bérèté                                                      |

Les Fofana qui semblent bien, comme l'indique Alfred Le Chatelier, être d'origine Soninké et métissés de Bamana se disent cependant parfois Toucouleurs ou Dioula. M. Le Châtelier émet l'hypothèse, quasi-certitude, que le groupe des Fofana représenterait la survivance d'une ancienne caste commune à toute la famille Mandé.
M. Binger classe cette famille à part, comme une sous-groupe particulier, et la divise en :
| Fofana du Nouroukrou  | (n'téné Éléphant)                |
| Fofana du Nyamina     | (n'téné Lion)                    |
| Fofana du Bakhounou   | (n'téné Panthère)                |
| Fofana du Ouorodougou | (n'téné une variété de serpents) |
| Fofana-Kagoro         | (panthère)                       |
| Fofana-Souransa       | (boa ou Maninian).               |

Les Kamara sont omis par Binger et Le Châtelier. Il y a cependant toute une fraction de cette famille qui est Soninké se distinguant soigneusement de la famille Malinké que citent seuls ces deux auteurs. Dans cette liste nous ne voyons pas non plus les Maréna et la famille des griots Guidiala. Nous ajouterons également les Sadioko ou Sadiogo, qui, d'après le Dr Rançon, seraient des Denianké et les Kasonma, qui sont peut-être des Khasonké, mais sont considérés dans la Haute-Guinée comme Sorakholé.
Les Bakiri ou Bakili, cités par M. Binger, sont omis par M. Le Châtelier. Il est vrai que cette famille est représentée actuellement par des groupes peu importants (n'téné, le loukounè. poisson). Mais elle a joué un grand rôle dans l'histoire du Soudan Occidental. Ce sont les Bakiri qui fondèrent l'empire de Oualata dont le royaume de Ouagadou était le prolongement méridional, avec les villes de Diéné et Sansanding. Depuis, cette même tribu, appelée aussi « Sempré », a fondé le Guoy, le Kaméra et le Diombokho (moyen Sénégal). On la trouve surtout dans le Gadiaga. Les Sakho, les Diabi, les Silla et les Cissé, sont les principales familles qui en descendent.
Enfin, ajoutons à cette nomenclature les Sissokho, qui sont bien des Soninké et qui commandaient dans le Tomora. Chez les Bamana, ils sont forgerons, et sont apparentés aux Diop-Wolof dont ils ont le n'téné, l'iguane. De même, les Diawambé (singulier Diawara) forment, une véritable caste d'hommes d'affaires, de commerçants.
Il est remarquable que les Diawambé, descendants des Zogoran, tribu éteinte qui domina au nord du Macina, soient apparentés aux Ouatara et aux Sakhanokho, deux des grandes familles Dioula, qui ont le même n'téné : la tête de chèvre. Or les Dioula comme les Diawara, s'occupent spécialement de commerce. L'on peut se demander si ces familles n'ont pas représenté à un moment donné les chefs Dénianké, ce groupe de Mandé, métissée de Foula, qui fut dispersée par les Torodo ; n'oublions pas aussi de mentionner les Tounkara (fils de Tounka, Tounka désignant les chefs Soninké ; structure analogue à Massaré, fils de Massa), qui fondent Kita et que nous retrouvons sur la frontière sud du Beyla.
Le n'téné éponyme des Soninké parait être le lamentin (Soni). La légende nous les montre sacrifiant pendant longtemps au peuple des rivières.
Les Soninké semblent être la souche d'où sont sorties plusieurs autres fractions des So : tels les Dioula. D'autre part, ils ont tellement de points de parenté avec les autres sous-groupes Mandé qu'il est parfois fort difficile de démêler la vérité au milieu des allégations des indigènes. Ce qui paraît certain, c'est que, à la chute de l'empire du Ouagadou, de nombreuses tribus Soninké se désagrégèrent et allèrent dans le Manding. Il en fut ainsi des Cissé, des Touré, des Koma, des Bérété. Le même mouvement se produisit à la suite de guerres des Bamana et Toucouleurs dans le Kingui, le Ségou et le Nioro, au milieu du siècle dernier.

### Les Soso ouSoussouetDialonké
Les Soso forment une des fractions ethnologiques les plus considérables de la Guinée[pas clair]. Ils habitent essentiellement :
- la région côtière où, sous le nom de Soso ou Sousou, ils se sont mêlés plus ou moins aux autochtones, et surtout aux Baga ;
- la région des marches du Fouta, où ils sont connus sous le nom de Dialonké.

Il s'est formé, au hasard des métissages, divers groupes entre lesquels on trouve de grandes dilférences : Soso du Nord (Rio Pongo, Kaloum) et du Sud (Mellacorée), Dialonké de l'Est et de l'Ouest. Les dialectes ne sont pas tout à fait les mêmes. Il y a surtout une grande différence entre les Soso du Nord et ceux de Mellacorée, dont une partie est composée d'apports relativement récents de Soninké. Néanmoins nous trouvons chez tous les Soso et Dialonké des ressemblances générales, qui nous rappellent leur origine.
| Les Souma ou Soumaoro       | n'téné: le lion, le caïman, apparentés aux Keïta Malinké. |
| Les Bangoura                | n'téné : le léopard ; proches parents des Sissokho. |
| Les Konté                   | apparentés aux Malinké (fraction : Laghabi). |
| Les Kamara                  | Sont alliés aux Kamara Soninké (n'téné : le mange-mil). Ils forment les fractions Dialonké des Kalo et des Santara.                                                       |
| Les Nomokho                 | apparentés aux Malinké et aux Souma. |
| Les Sakho                   | d'origine Soninké sont alliés aux Silla Soninké et correspondent aux Ouatara                                                                                              |
| Les Damba ou Yatara         | d'origine Soninké sont alliés aux Silla Soninké et correspondent aux Ouatara                                                                                              |
| Les Kaba                    | d'origine Soninké |
| Les Touré                   | d'origine Soninké. N'téné : Eléphant et serpent à deux têtes: trigonocéphale (?).                                                                                         |
| Les Dantouma                | probablement fraction d'une autre tribu. |
| Les Cissé                   | d'origine Soninké |
| Les Tanian (Manian ?)       | probablement fraction d'un sous-groupe |
| Les Youla qui comprennent : | Les Yansanés |
| Les Youla qui comprennent : | Les Fofana |
| Les Youla qui comprennent : | Les Taraouali |
| Les Youla qui comprennent : | Les Sankoigni |
| Les Youla qui comprennent : | Les Yatara |
| Les Samoura                 | parents des Ouléré Malinké (origine Bamana) n'téné Bamana : le petit lion (Warakalandé) l'Eléphant. Samon ou Samou signifie éléphant en Malinké. Samoura, fils l'éléphant |
| Les Kourouma                | |
| Les Langan                  | fraction Dialonké des Keïta |
| Les Niakhaso et Niakhaté    | d'origine Soninké. |
| Les Dafé ou Dafîlakaï       | d'origine Soninké. |
| Les Fadiga                  | d'origine Malinké |

Il faut noter que les Sissokho ne sont pas mentionnés dans cette liste. Cette famille serait l'une des principales des Soussou. Les Bangoura ne seraient autres que des Sisokho, et ils forment l'une des principales familles Soso.

### Dioulaou Youla,Vaïet Loko
On les trouve dispersés un peu partout comme leurs frères Soninké. On les rencontre en groupes compacts dans le Diené, à San, le Macina, le Mossi, le Kouroudougou, le Ouorodougou, le pays de Kong, etc. En Guinée, ils sont représentés par une fraction assez nombreuse dans la Mellacorée, où ils sont appelés Youla (plur. Youlé). Vers les frontières du nord, chez les Coniagui, Bassari, etc., ils forment, d'après Rançon, un cinquième de la population dite « Malinké » de ces régions.
Les Vaï sont en effet des Dioula qui se sont séparés depuis longtemps de la souche principale ; on les appelle parfois « Térébé Ngyula », Dioula de l'occident, du couchant.
Il y a une étroite parenté entre les langues soso, soninké, dioula et vaï.
Comme tous les « So », les Dioula sont des commerçants ; leur nom, qui a servi chez les Foula à désigner les Musulmans (Dioul-do plur. Dioul-dé), a fourni également le sens de commerçant dans toutes les langues de l'Afrique occidentale[réf. nécessaire].
La fondation de Kong, devenvu par la suite une grande ville commerciale, leur a permis de se rapprocher des pays aurifères qui faisaient la réputation de Diéné comme place de transit. C'est ainsi également que leurs parents Sarakholé s'installèrent dans le Bouré et le Bâté.
Les Youla de Mellacorée se disent à l'heure actuelle Soso. Ils en ont pris toutes les habitudes, d'ailleurs très voisines de celles qu'ils avaient eux-mêmes. C'est à eux que l'on doit la fondation des gros villages commerçants de Forécaria, de Malikouré (qui devint par la suite Farmoréa), de Béreiré…
Vers le nord de la Guinée, répartis dans le Niocolo, le Dentilia, le Koïn, le Kita et le Labé, on trouve une population venue du Diaka sénégambien, qu'elle a quitté après la conquête de son pays d'origine par l'Almamy du Boundou. Cette population a reçu de ce fait le nom de Diakanké. En réalité, ce sont des Dioula, qui sont comme eux musulmans et marchands. Réputés grands marabouts, ils ont été partout exemptés du service de la guerre. Ils ont créé en Guinée des centres importants et prospères. Touba, fondé par un Diabi Gassama nommé Diako-Lay, est un gros village enclavé dans la province de Binani avec sa dépendance Toubandi. Médina Kouta (le nouveau Médine) est un autre grand centre musulman et commerçant dans le nord du Labé. Enfin dans le Koïn ils occupent de nombreux villages : Kakoun, Kélila, etc. On en trouve même dans le Cercle de Timbo (N'Diré-Fadama) et dans le N'Gabou (les Doumbouïa).
Les Veï, qui sont répandus dans le sud de la colonie de Sierra-Léone, sont réputés dans le domaine commercial.
Il faut joindre au groupe des So les Loko et les Mendé de Sierra-Léone. On ne doit pas confondre ces derniers avec les Mandé, dont ils ne sont qu'une branche, pas plus qu'avec les Mendényi qui se trouvent en Guinée et appartiennent au groupe ethnique des Baga. Les Timéné leur donnent le nom de Kosso. Ils s'étendent de la mer, entre le Sherbro et le Soulima, jusque près des sources du Niger. Les Loko, appelés aussi Landoko, habitent la rive droite du Rokell, où, à Port Loko, ils se mélangent aux Timéné.
M. Binger divise les Dioula de Kong en deux fractions d'origine distincte :
| Ouatara, parents des Diawara    | Venus de Segou-Diéné                |
| Daou                            | Venus de Segou-Diéné                |
| Barou                           | Venus de Segou-Diéné                |
| Kérou                           | Venus de Segou-Diéné                |
| Touré                           | Venus de Segou-Diéné                |
| Cissé                           | Venus de Tengrela et du Ouorodougou |
| Sakhanokho, parents des Diawara | Venus de Tengrela et du Ouorodougou |
| Kamata                          | Venus de Tengrela et du Ouorodougou |
| Kamakhaté                       | Venus de Tengrela et du Ouorodougou |
| Ouatara, parents de Diawara     | Venus de Tengrela et du Ouorodougou |
| Daniakho                        | Venus de Tengrela et du Ouorodougou |

Nous avons compris dans les tribus Soso celle des Youla, nom qui équivaut à Dioula. C'est qu'en effet les Youla se disent Soso actuellement, bien que se souvenant de leur antique origine. Ils comprennent, avons-nous dit, les Yansané, Fofana, Taraouali (ou Traouré), Sankoigni.
La parenté entre les Dioula et Soninké est évidente. Mais certaines familles sont tout à fait particulières aux Dioula ; les Daou, Barou, Kérou ; Daou se retrouve dans un prénom très fréquent, aussi bien chez les Soninké que chez les Soso : Daouda. Cependant ce nom pourrait vouloir dire David, ainsi que cela est généralement admis. — Barou a longtemps  désigné Oualata, et Ibn Batouta nous parle d'un Mousa ou Mansa-Diou, gouverneur pour Mali de Oualata. Ceci, joint aux traditions sur l'émigration des Dioula et au fait que les Wolofs désignent le sud sous le nom de Dioulandé (pays des Dioula), fait présumer que ce sous groupr représente une importante fraction de Soninké du Oualata. D'autre part, nous voyons des représentants de ces Daou, Kérou, Barou dans les deux premières dynasties Songhay des Za(M. Binger) ou Dia (M. Dubois) et des Soni.
Il est donc probable qu'ils ont été, vers l'ouest surtout, les puissants auxiliaires et parfois les maîtres du peuple Songhay.
Parmi les Diakhanké, qui se rapprochent peut-être plus des Soninké proprement dit que des Dioula et qui semblent quelque peu mêlés de Malinké, nous trouvons des Gassama, des Dibassy-Fadiga, des Silla, des Daramé, des Diakhité, des Souaré, etc.
Quant aux Veï ou « Dioula du couchant », leurs principales familles comme suit : Sando, Masari, Mosiré, Sira, Bakari, Ouolo, Kamana, Bésé.
D'après leurs noms de famille, ces Dioula se rapprochent beaucoup des Bamana.

## Les Ma

### LesMalinkéou Maninka; les Manianka et les Konianka
Les Malinké se trouvent en groupes compacts sur la haute vallée du Niger. On les rencontre surtout dans les pays de Kita, de Niagassola, et de Siguiri, qui portent le nom de Manding (le pays des Mandé, des enfants de Ma). Au sud, le long du Haut Niger, dans le Sankaran et le Konian, au sud-ouest dans le Kouranko, ils forment le fond de la population, parsemée de groupes de Dialonké et Soninké. Au nord-ouest, dans le Bambouk, et tout le long de la frontière nord de la Guinée, on les trouve fortement métissés de Dialonké et Soninké, parlant d'ailleurs un dialecte qui se rapproche beaucoup des langues de « So ». Chez les Sosé, ils semblent être représentés et, en tout cas, la langue sosé se rapproche beaucoup plus du malinké que du soso.
Dans le sud, les Malinké, qui se nomment aussi Maninka, Mandingka, etc., prennent le nom de Manianka, Konianka et Diomandé ou Guiomandé. Les Manianka sont disséminés le long de la frontière sud-est de la Guinée et pénètrent dans le Libéria, où ils touchent les Vaï. Ils sont proches parents des Konianka (les gens du Konian, région de Beyla). Ceux-ci sont fortement métissés de Sarakholé dont on trouve des colonies un peu partout. Enfin les Diomandé, venus soit du Fouta Dialo, soit du Dioma, occupent la région voisine du Konian appelé le Mahou.
ils sont divisés :
| PAR M. BiNGER.                             |                                      | PAR M. Le Chatelier.                                       |
| ------------------------------------------ | ------------------------------------ | ---------------------------------------------------------- |
| 1re Subdivision :                          |                                      | en Keïta, de souche royale                                 |
| Keïta-Koïta                                | n'téné : le rat palmiste la panthère | Sissoro (Sissokho)                                         |
| Bakhoyokho                                 | n'téné : le rat palmiste la panthère | Dembélé (fraction de même souche)                          |
| Kamara                                     | n'téné : le rat palmiste la panthère | Traouré                                                    |
| Kourouma                                   | n'téné : le rat palmiste la panthère | Kamara                                                     |
| Konaté                                     | n'téné : le rat palmiste la panthère | Diamoro                                                    |
| Sissokho                                   | n'téné : le rat palmiste la panthère | Deleba                                                     |
| Kouyaté                                    | n'téné : l'iguane                    | Nomoro (Nomokho)                                           |
| Diabaté                                    | n'téné : l'iguane                    | N Diebarate (gTiots)                                       |
| Doumbouya                                  | n'téné : l'iguane                    | Boghairo                                                   |
| Dioubaté                                   | n'téné : l'iguane                    | Sinaïro (forg-erons parmi lesquels comptent les Niag-haté) |
| 2e Subdivision. — Les Kagoro comprennent : |                                      | Kanté, forgerons                                           |
| Les Toungara (Toun-Kara)                   | Soninké d'origine.                   |                                                            |
| Les Magaza                                 | n'téné : le serpent boa              |                                                            |
| Les Konaté                                 | n'téné : le campagnol                |                                                            |
| Les Touré                                  | n'téné : le serpent trigonocéphale.  |                                                            |
| 3e Subdivision. — Les Tagouara comprennent |                                      |                                                            |
| Les Traoré (Taraouré).                     |                                      |                                                            |
| Les Diarabasou                             |                                      |                                                            |
| Les Konné (Koné)                           |                                      |                                                            |
| Les Bamma.                                 |                                      |                                                            |

La notice de M. Binger est très complète. Elle nécessite néanmoins quelques observations. Ainsi : Koïta et Keïta ne sont pas la même famille. Les Keïta seuls sont de souche royale. Les étrangers les appellent également Massaré. Les Kourouma sont aussi des Dialonké, et semblent provenir des Soninké. Le Kourouma était un pays soumis aux chefs Soughay. On les retrouve comme forgerons chez les Sossés dans le Kaabu. D'après M. Le Châtelier, ilsseraient une fraction des Sissokho Malinké. D'autre part, les Kagoro seraient proches parents des « Ba » métis de Foula et de Soninké qui descendent d'une famille Peuhl pure et des Fofana. Ceci donne la raison pour laquelle les Tounkara sont d'origine Soninké. Quant à la subdivision Tagouara, elle semble être apparentée aux Bamana.
Ainsi les Taraouré dont une des sous-groupe porte le diamou « Diapara » se retrouvent chez les Bamana alliés aux Dembélé ; le nom des Diarabasou signifie « Sou père des Diara » ce dernier mot étant un Diamou Bamana ; M. Binger classe parmi la famille des Bamana les Konéré, fils de Koné, dont le nom se retrouve chez les Tagouara ; enfin nous n'insistons pas sur le diamou « Bamma » qui parle de lui-même.
Enfin, nous ajouterons à ces nomenclatures : les Bérété ; les Sakho, que nous retrouvons chez les Soninké et les Soso ; les Kondé ; les Oularé ou Ouléré ; les Diomandé, parents des Tamara et Massaré (Diomandé est moins le nom d'une famille que d'une nation ) ; les Fadiga qui ont formé une famille Soso ; les Kamisokho, les Kouyaté, griots descendant de Balafa Séga fils de Kamara et de Konté. Enfin parmi les Malinké du sud (Konianké et Manianké), nous trouvons, non seulement des Masaré-Diara, Koné, Taraouré, Doukouré, Kamara, Cissé, Fadiga, mais encore des diamou particuliers tels que : Sarifou, Durhounou, Béré, Daou, Baloula, Kvélé, Dalé, Fila, Baora, Noan, Sano, Sanyou ; ces deux derniers noms se trouvent en particulier chez les Diomandé (Grammaire Mandé de M. Delafosse). Chez ceux-ci, nous trouvons des Fienté qui semblent être un sous-groupe des Diara. Mais leur principale groupe est celle des Kamara, d'origine Dialonké.

### Les Bamana ouBambara, Ouassoulounké
Les Bamana ou Bambara sont les derniers venus dans l'histoire du Soudan septentrional. Leurs principaux cantonnements se trouvaient dans le Toron et le Torodougou (Haute-Guinée).
| Koulibaly            | n'téné : les calebasses fêlées et souvent le chien                  |
| — Kalari             | n'téné : les calebasses fêlées et souvent le chien                  |
| — Daniba             | n'téné : les calebasses fêlées et souvent le chien                  |
| — Mana               | n'téné : les calebasses fêlées et souvent le chien                  |
| — Mana               | n'téné : les calebasses fêlées et souvent le chien                  |
| — Sira               | n'téné : les calebasses fêlées et souvent le chien                  |
| — Bakar              | n'téné : les calebasses fêlées et souvent le chien                  |
| Diara Kounté         | n'téné : le lion                                                    |
| — Fissanka           | le chien                                                            |
| — Barlaka            | le lait de fauve                                                    |
| Konéré ou Koulankou  | n'téné : le bandougou (condiment), le Koban (singe vert), le chien. |
| Sokho (ou Sisokho ?) | n'téné : le bandougou (condiment), le Koban (singe vert), le chien. |
| Dambélé              | n'téné : le bandougou (condiment), le Koban (singe vert), le chien. |
| Traouré              | n'téné : le bandougou (condiment), le Koban (singe vert), le chien. |
| Niakané              | n'téné : le bandougou (condiment), le Koban (singe vert), le chien. |
| Mériko               | n'téné : le bandougou (condiment), le Koban (singe vert), le chien. |

À cette famille se rattachent :
- les Samanké (hommes de l'éléphant) avec les Touré, Sisé, Dembélé, Traouré ;
- les Samokho (hommes du serpent) qui comprennent des Kouloubari et des Sakhodokho.

Cette nomenclature est assez complète. Mais il y a lieu de faire une observation importante : « Masasi », textuellement « graine ou souche de chefs », n'est pas un nom mais un surnom qui s'ajoute au diamou : ainsi on disait un Keïta Masasi, pour distinguer la famille royale de ses homonymes. Les Koulibaly, qui tous fournissaient des chefs, ne pouvaient cependant pas tous prétendre à la royauté.
M. Le Chatelier ajoute quelque diamou à cette liste : les Dénibola, Firimoussa, Konaté, Fomba, Konaré, Dembélé, en partie Malinké, Sounana ou Somono, Baghaïro en partie Malinké, Kogorta ou Kogorata, connus aussi sous le nom de Fofana, de même souche que les Fofana Soninké, apparentés d'autre part au Kamara Malinké.
Enfin, il divise les Diara en Donfandé, Doumoro, Diata et Niamoro Bélé. À ce sujet, ainsi qu'à propos des diamou Konaté et Konaré, il faut observer qu'il n'y a pas de différence entre ces deux diamou et Diara (le lion).
C'est le même sous-groupe, chacun des diamou étant plus usité dans telle ou telle région. (Konaré est une simple allitération de Konaté, comme « Diata » de « Diara ». Aussi que Konté et Kanté sont des formes dérivées. Parmi ces derniers comptent les Laghabi).
Ajoutons que les Keïta leur sont apparentés. De plus, en ce qui concerne les Somono, nous faisons des réserves et les considérons bien plutôt comme des Soninké.
D'ailleurs il faut voir dans ce groupement une forme analogue à celle des Fofana (Fofana veut dire « parler ensemble ») — voir Soninké —, mais ayant conservé son caractère de caste.
Les Ouasoulounké, auxquels on peut joindre les Kouranko, les Sankaranké et certaines parties du Manding occidental (Birgo, Gadougou) sont des métis de Foulah et de Mandé, mais ayant conservé les moeurs, les traditions et la langue des Bamana. Leurs noms de tribus sont tout à fait spéciaux et permettent de les reconnaître immédiatement.
Ce sont : les Diakité, les Sidibé (n'téné : petit Sénégalais), les Sankharé ou Sangaré, auxquels il faut ajouter une importante fraction des Dialo qui, chez les Khasonké (métis de Soninké et de Foulah) forment la tribu royale. D'ailleurs ou trouve aussi des Diakhité chez les Khasonké ; de même, les trois tribus Diakhité, Sidibé et Sankharé sont répandues aussi dans le Gangaran et le Fouladou. Dans le Ouasoulou, on rencontre également des Fissanka Bamana, qui ne sont autres que des Diara. De même dans le Sankaran et le Kouranko.
Les sous-groupe Ouasoulounké correspondent aux quatre grandes groupes Foulah.
| Ouasoulounké | Foula       |
| ------------ | ----------- |
| Dialo ou Kan | Dialo       |
| Diakhité     | Ba ou Baldé |
| Sidibé       | Sow         |
| Sankharé     | Bari        |